# アインシュタインの予言
アインシュタインの予言は、アルベルト・アインシュタインの発言として流布されている約300文字程度の言葉である。「近代日本の驚くべき発展」を賞賛し、「来たるべき世界政府の盟主は日本が担うことになるであろう」と予言している。さらに、「そのような尊い国を作っておいてくれたことを神に感謝する」と続く。
ドイツ文学研究者の中澤英雄は、2005年（平成17年）に「アインシュタインがこのような趣旨の発言をした例は一例も存在しない」とする論証を提出した。

## 概要
この文章の初出は明確ではないが、1950年代に遡ることができる。以降書籍・雑誌で引用・再引用が繰り返された。『と学会』でも活動した作家の原田実によれば、1970年代以降の日本礼賛本や精神世界系のオカルト本にしばしば引用されたという。インターネットの普及後はウェブ上の記事においても多数引用されている。度重なる引用と孫引きによって、文章が一部抜け落ちていたり、一部の語句が書き換えられていたりと、現在様々なバージョンが流布しているが、大筋では大同小異である。以下に典型例の一つを挙げる。
この言葉は「日本人の愛国心をくすぐる内容」であったため盛んに宣伝され、たびたび引用されており、古いものでは今村均の1956年（昭和31年）の著書『祖国愛』に、また、名越二荒之助の1977年（昭和52年）の著書『新世紀の宝庫・日本』においても存在が確認できる。最近のものでは、2005年（平成17年）の『世界の偉人たちが贈る日本賛辞の至言33撰』で紹介されている。しかし、この文章の出典とされる雑誌『改造』1922年（大正11年）12月号（アインシュタイン特集号）には、該当の文章は存在しない。また、原田実が科学史関連の学会に行ったとき、アインシュタイン研究の専門家にこの話題について尋ねると、決まって「今まで聞いたことがない。初耳だ」という答えが返ってきたという。

## 偽書説
2005年（平成17年）、ドイツ文学研究者の中澤英雄・東京大学教授（当時）は、この発言がアインシュタインのものであるという確定的な典拠は存在せず、またアインシュタインの思想とは矛盾する内容であると発表した。中澤は、この「予言」の原型を宗教家の田中智學が1928年（昭和3年）に著した本『日本とは如何なる國ぞ』の一節であると指摘した。以下にそれを記す。
ただし、田中はこの言葉を大日本帝国憲法制定に大きな影響を与えたドイツ人法学者ローレンツ・フォン・シュタインの発言として紹介しており、「予言」はアインシュタインのものではないとされている。
中澤は「シュタイン」と「アインシュタイン」という名前の類似性から、流布の過程ですり替わってしまったとし、また内容的にシュタインの思想とも食い違っており、シュタインの発言ではなく、田中による創作であると考察した。つまり、田中がシュタインを狂言回しに自らの思想を語ったものであり、それに細部の改変が加えられて「アインシュタインの予言」となり、現在に流布したのであると論証した。
この「予言」がアインシュタインのものではないという話は、2006年（平成18年）6月7日付の『朝日新聞』でも取り上げられ、中澤は「海外からみたらアインシュタインをかたってまで自国の自慢をしたいのかと、逆に日本への冷笑にもつながりかねない事態」と語っている。また、アインシュタイン研究を行っている板垣良一・東海大学教授（物理学史）は、「アインシュタインはキリスト教徒でもユダヤ教徒でもなく、神にこだわらない人だった」とした上で、彼が残した日記や文献の上でも日本の天皇制に言及したものはなく、この発言を「アインシュタインのものではない」と断言している。またアインシュタインは、「私にとって神という単語は、人間の弱さの表現と産物以外の何物でもない。聖書は尊敬すべきコレクションだが、やはり原始的な伝説にすぎない」「ユダヤ教は、ほかのすべての宗教と同様に、最も子どもじみた迷信を体現したものだ。私もユダヤ人の一人であり、その精神には深い親近感を覚えるが、ユダヤ人はほかの全ての人々と本質的に異なるところはない。私の経験した限り、ほかの人間より優れているということもなく、『選ばれた』側面は見当たらない」とも書き残しており、信じてもいない神に感謝することなどありえない。
また、原田実『トンデモ日本史の真相』では、ここに収録された『予言』とほぼ同じものが、大本教の教義解説書『大本のしおり』1967年（昭和42年）刊に、「スタイン博士」の言葉として見られると指摘している。

## もう一つの「アインシュタインの予言」
「第二次世界大戦では原子爆弾が兵器として利用されましたが、第三次世界大戦が起こったら、どのような兵器が使われると思いますか？」というインタビューを受けたアインシュタインが「第三次世界大戦についてはわかりませんが、第四次大戦ならわかります。石と棍棒でしょう」と答えたというもの。
これは、全面核戦争かあるいは（発言時点では）未知の新兵器による破滅的な第三次世界大戦を経たならば人類文明の崩壊は必至であり、その後はたとえ世界規模の大戦が起きても武器はもはや石と棍棒しかないだろう、という意味の「予言」というよりはアインシュタイン自身による皮肉を含んだ「警句」である。